# Bhaskara
Bhaskara II., imenovan Ačārja (sanskrtsko učitelj, učeni), indijski matematik in astronom, * 1114, Biddur, Indija, † 1185, verjetno Udžain.

## Življenje in delo
Bhaskara je deloval v Udžainu in bil med drugim vodja tamkajšnjega znamenitega observatorija, kjer sta delovala pred njim Varahamihira in Brahmagupta. Med številnimi izjemnimi indijskimi matematiki je bil najbrž najpomembnejši in najvplivnejši. Pri njem lahko najdemo prvo splošno rešitev nedoločenih enačb prve stopnje:
{\displaystyle ax+by=c,\qquad a,b,c\in \mathbb {Z} \!\,.}
Pri tem delamo napako, da imenujemo linearne nedoločene enačbe diofantske enačbe. Medtem ko je Diofant še dopuščal rešitev z ulomki, so bili indijski matematiki zadovoljni samo s celoštevilskimi rešitvami. Dalj kot Diofant so šli tudi v tem, ker so priznavali negativna števila za korene enačb, čeprav
je bilo to bržkone v navadi že prej v babilonski astronomiji. Bhaskara je na primer dobil za rešitev enačbe:
{\displaystyle x^{2}-55x=-250\!\,,}
korena {\displaystyle x_{1}=50} in tudi {\displaystyle x_{2}=5}, ter za rešitev enačbe:
{\displaystyle x^{2}-45x=250\!\,}
korena {\displaystyle x_{1}=50} in {\displaystyle x_{2}=-5}, je pa dvomil o negativnem korenu {\displaystyle x_{2}}. Izboljšal je metodo iskanja celoštevilskih rešitev Fermat-Pellove enačbe:
{\displaystyle x^{2}-pu^{2}=1\!\,.}
Vedel je, da ima druga grška kanonska oblika kvadratne enačbe:
{\displaystyle x^{2}+px+q=0\!\,}
dve rešitvi, ki je imela pri Grkih le eno ali večjo ali manjšo. Leta 1150 je napisal delo Kronanje sistema (Venec znanosti) (Siddhata'ciromani, Siddhanta Shiromani) v katerem sta tudi poglavji posvečeni matematiki, Lepotica (Dražestna) (Lilavati) in Korenjenje (Štetje zrn) (Vidžaganita), posvečena algebri. Vidžaganita je še danes presenetljivo sodobna. Lilavati je bila več stoletij standardno delo iz aritmetike in merjenja na Bližnjem vzhodu. Vsebuje aritmetične in geometrične probleme izražene na privlačen pesniški način, da bi zabavalo neko žalostno dekle. Cesar Akbar ga je dal leta 1587 prevesti v perzijščino, leta 1832 pa so jo prvič tiskano v sanskrtu izdali v Kalkuti. V njej je prvi v zgodovini do podrobnosti opisal desetiški številski sistem in uvedel pojem števila nič.
Bhaskara je zapisal nekje v svoji knjigi, da je nekatere probleme postavil preprosto za zabavo. To potrjuje, da je že dolgo od tedaj, ko je matematika na Bližnjem vzhodu prešla fazo razvoja čisto utilitarističnih pobud. 150 let pozneje je na Zahodu Alcuin napisal Probleme za bistritev razuma mladih, ki izražajo podoben neutilitarističen namen. Matematika je v obliki razumskih ugank bistveno prispevala k napredku znanosti, tako da je odpirala nova področja. Nekatere uganke še vedno čakajo na integracijo z glavnino matematike.
O kompleksnih številih je govoril: »Kvadrat pozitivne ali negativne količine je pozitiven in koren pozitivnega števila je dvoličen, pozitiven ali negativen. Toda kvadratnega korena iz negativnega števila ni, kajti to število ni kvadrat«. V Lilavati je obravnaval tudi reševanje različnih enačb - linearnih in kvadratnih, ter reševanje sistemov enačb. Podrobno je obdelal teorijo nekaterih diofantskih enačb (pri tem se je še posebej izkazal z obravnavo Fermat-Pellove diofantske enačbe). Obravnaval je tudi aritmetične in geometrijske vrste, probleme računanja približka števila π in drugo.
Za π je uporabljal Arhimedov zgornji približek π = 22/7. V Lilavati je tudi naslednja naloga: »ena petina čebeljega roja je letela proti lotosovemu cvetu, ena tretjina proti bananovemu drevesu. Število čebel, enako trikratni razliki med obema, o lepotica moja z očmi gazele, je letelo proti drevesu kodaga. Končno je še ena čebela letela sem in tja, ker jo je privlačil čudovit vonj jasmina in pandana. Povej mi, očarljiva, koliko je bilo vseh čebel?« Rešitev da enačba:
{\displaystyle x={\frac {x}{5}}+{\frac {x}{3}}+3\left({\frac {x}{3}}-{\frac {x}{5}}\right)+1\!\,,}
z rešitvijo x = 15.
1. ↑  Virtualna mednarodna normativna datoteka — [Dublin, Ohio]: OCLC, 2003.
2. 1 2 3 4  MacTutor History of Mathematics archive — 1994.
3. 1 2 3  Bell A. Encyclopædia Britannica — Encyclopædia Britannica, Inc., 1768.
4. 1 2 3  Complete Dictionary of Scientific Biography — Detroit: Charles Scribner's Sons, 2008. — ISBN 978-0-684-31559-1